# Ihar Rynkiewicz
Ihar Rynkiewicz (biał. Ігар Рынкевіч, ros. Игорь Рынкевич; ur. 3 kwietnia 1968 w Grodnie) – białoruski prawnik, adwokat i działacz społeczny, polityk, wiceprzewodniczący Białoruskiej Socjaldemokratycznej Partii (Hramada).

## Edukacja
Urodził się w rodzinie robotniczej. W 1985 roku ukończył szkołę średnią nr 3 ze złotym medalem i rozpoczął studia na Wydziale Historii Uniwersytetu Grodzieńskiego. Po pierwszym roku przerwał studia, odbył dwuletnią służbę wojskową w szeregach Armii Radzieckiej, uzyskując stopień sierżanta. Od 1988 roku kontynuował przerwane studia. W 1989 roku został przedstawicielem uniwersytetu na konferencję studentów Białorusi i Ogólnozwiązkowe Forum Studenckie. Brał udział w pracach Moskiewskiego Klubu Studenckiego wspierającego Międzyregionalną Grupę Deputowanych Rady Najwyższej ZSRR.
W czasie III i IV roku studiów według indywidualnego toku nauczania, skierowany został do Katedry Socjologii Polityki Wydziału Socjologii Uniwersytetu Moskiewskiego, gdzie uczestniczył w zajęciach na wielu wydziałach i przygotowywał do obrony pracę dyplomową na temat: "Rola nieformalnych związków korporacyjnych w systemie biurokracji radzieckiej w latach 1953—1991". W związku z rozpadem ZSRR i wynikającej z niego niezgodności systemów edukacji, obrona pracy na Uniwersytecie Moskiewskim nie odbyła się.
W 1992 roku ukończył w wyróżnieniem Wydział Historii Uniwersytetu Grodzieńskiego, otrzymując tytuł historyka, wykładowcy historii i dziedzin społeczno-politycznych. Kontynuował studia zaocznie na tej samej uczelni i w czerwcu 1998 roku skończył z wyróżnieniem Wydział Prawa. Obronił pracę dyplomową na temat: "Problemy regulacji prawnych dot. działania środków masowego przekazu w Republice Białorusi". Praca została wyróżniona w konkursie studenckich prac dyplomowych. Niektóre z jej postulatów zostały uwzględnione w ustawach uchwalonych przez Radę Najwyższą Białorusi XIII kadencji.
Podjął starania o uzyskanie tytułu kandydata nauk prawniczych, jednak do tej chwili obrona nie odbyła się. Zdaniem zainteresowanego, jest ona blokowana przez niechętne mu władze uniwersytetu i państwa.

## Kariera
W latach 1992–1998 pracował jako nauczyciel historii i wiedzy o społeczeństwie w grodzieńskich szkołach średnich. Od września 1998 był wykładowcą w Katedrze Teorii i Historii Prawa, a następnie starszym wykładowcą w Katedrze Prawa Kryminalnego Instytutu Administracji i Przedsiębiorczości w Grodnie. Publikował artykuły naukowe o tematyce kryminalno-prawnej. We wrześniu 2006 roku, w szczytowym momencie procesu Alaksandra Kazulina, którego był obrońcą, kierownictwo uczelni nie przedłużyło mu kontraktu.
W sierpniu 1998 roku rozpoczął pracę jako stażysta, a później adwokat w Mińskim Kolegium Obwodowym. Zatrudniony był jako adwokat w Mińskim Obwodowym Wydziale Prawa Nr 2. Został zwolniony w kwietniu 2007 roku, jego zdaniem z przyczyn politycznych, przede wszystkim za obronę Kazulina. Obecnie pracuje jako prawnik w przedsiębiorstwie TAA "Spartaserwis".

## Działalność społeczno-polityczna
Już w czasach studenckich zaangażował się w działalność polityczną. W latach 1991–1994 stał na czele Klubu Wyborców Grodna "Inicjatywa Obywatelska". Od 1991 roku był członkiem najpierw Białoruskiej Socjaldemokratycznej Hramady, a później Białoruskiej Socjaldemokratycznej Partii (Hramada). W 1993 roku koordynował akcją zbierania podpisów w celu przeprowadzenia wcześniejszych wyborów do Rady Najwyższej. Był przewodniczącym Centralnej Komisji Rewizyjnej (1992-95), członkiem Rady Centralnej i Komitetu Wykonawczego Białoruskiej Socjaldemokratycznej Hramady. Od marca 2007 roku jest wiceprzewodniczącym ugrupowania. W maju tego roku został wybrany członkiem Prezydium Rady Politycznej Zjednoczenia Sił Demokratycznych.
Redagował statut Białoruskiego Stowarzyszenia Dziennikarzy, był dyrektorem wykonawczym organizacji (1995-1997). Działa w Białoruskim Komitecie Helsińskim. Współpracował z organizacją "Obrona prawna ludności" (2001-2004), był inicjatorem akcji obywatelskiej "Białoruś - do Rady Europy". W 2007 roku współtworzył Komisję Obywatelską ds. Rehabilitacji Ofiar Represji Politycznych. Bronił Alaksandra Kazulina w procesie wytoczonym mu przez władze.
W sierpniu 2008 roku zarejestrowany jako kandydat do Izby Reprezentantów w okręgu wyborczym nr 104 w mińskiej Kalwarii, uzyskał 15% głosów nie dostając się do parlamentu.

## Życie prywatne
Od końca 1994 roku mieszka w Mińsku. Żonaty, wychowuje córkę. Jego żona jest księgową.